# Cilleruelo de San Mamés
Cilleruelo de San Mamés is een gemeente in de Spaanse provincie Segovia in de regio Castilië en León met een oppervlakte van 9,73 km². Cilleruelo de San Mamés telt 39 inwoners (1 januari 2016).

## Demografische ontwikkeling
Bron: INE, 1857-2011: volkstellingen